# 屋敷温泉
屋敷温泉（やしきおんせん）は、長野県下水内郡栄村堺屋敷にある温泉である。一軒宿の「秀清館」のみ存在する。

## 泉質
- 含塩化土類弱食塩泉[2]
  - 源泉温度 53-56℃[1][2]
- 天候により無色透明、乳白色、エメラルドグリーンと湯の色が変わる硫黄泉[2]。

## 効能
- 胃腸病、創傷、虚弱体質、運動障害、呼吸器疾患、リウマチなど[1][2]。

## 温泉地
信濃の三大秘境の一つに数えられ、平家の落人が隠棲した里とされる「秋山郷」にある。苗場山と鳥甲山に囲まれ、中津川の奥深くの渓谷沿いにあり、冬季は豪雪地帯となり外部と遮断されることがしばしばある。

## 歴史
江戸時代の文人・鈴木牧之が著書『秋山紀行』にて初めて紹介した。

## 来訪した著名人
- つげ義春（漫画家） - 1968年 7月、友人の立石慎太郎と訪問。秋山郷、松之山温泉、草津温泉、花敷温泉、尻焼温泉を同時に訪れる[3]。

## 交通アクセス
- 公共交通
新潟県津南町の中心部から秋山郷入口（見玉集落）までは南越後観光バスの路線バスが、そこから秋山郷内までは予約型乗合タクシーが運行されており、接続するダイヤが組まれている。詳細は秋山郷#交通を参照。
- 自動車
関越自動車道塩沢石打インターチェンジから47km（国道353号から国道117号へ）。
上信越自動車道豊田飯山インターチェンジから国道117号を中魚沼郡津南町で国道405号に折れる[1]。